# Spatalia doerriesi
Spatalia doerriesi är en fjärilsart som beskrevs av Ludwig Carl Friedrich Graeser 1888. Spatalia doerriesi ingår i släktet Spatalia och familjen tandspinnare. Inga underarter finns listade i Catalogue of Life.